# Adriaen Verdoel I
Adriaen Verdoel I (Portugaal, gedoopt op 9 april 1623 - Vlissingen, begraven op 19 januari 1675) is een Nederlands kunstschilder uit de Gouden Eeuw.

## Biografie
Zijn ouders waren Joris Claesz. Verdoel, een korenmolenaar, en Susanna IJsbrantsdr. van Bijlant. De familie verhuisde rond 1626 naar Schiedam, waar Verdoel zijn vroege jaren doorbracht. Na het overlijden van zijn vader vestigde zijn moeder zich in Brielle, waar ze als vroedvrouw werkzaam was tot haar overlijden in 1650.
Verdoel begon zijn carrière in Haarlem als leerling van Jacob de Wet (I) op 16 juni 1641. Hij werd in 1649 lid van het Sint-Lucasgilde  en werkte daar tot 1660. Gedurende zijn tijd in Haarlem werd hij ook genoemd als leerling van Leonard Bramer. Er zijn echter ook vermeldingen dat hij mogelijk onder invloed van Rembrandt stond, hoewel deze associatie twijfelachtig lijkt op basis van stijlkenmerken.
Hij was getrouwd met Cornelia Willemsdr., met wie hij in februari 1654 een testament opmaakte. Reeds op 28 augustus 1655 verscheen hij als weduwnaar voor de notaris. Na haar overlijden huwde hij Maria Cornelisdr. van Warmondt. In 1666 vestigde Verdoel zich in Vlissingen. Daar was hij actief als lid van de lokale rederijkerskamer en won hij in 1675 de hoogste prijs voor zijn antwoord op een vraag van de kamer. 
Verdoel werkte voornamelijk met olieverf. Zijn werk omvatte onder andere landschappen en diervoorstellingen. Hij was ook een goede dichter. Zijn zoon Adriaen Verdoel II vervolgde mogelijk zijn kunstzinnige traditie.
Verdoel was leraar van Jan de Groot (1650-1726). 
- Biografisch Portaal: 07212694
- Digitale Bibliotheek voor de Nederlandse Letteren: verd032
- RKD-Nederlands Instituut voor Kunstgeschiedenis: 80159
- Union List of Artist Names: 500006007
- Virtual International Authority File: 95717500